# 辻堂さんの純愛ロード
『辻堂さんの純愛ロード』（つじどうさんのじゅんあいロード）は、2012年9月28日にみなとカーニバルより発売された日本のアダルトゲームである。略称は辻堂。なお本項では2013年8月30日発売のファンディスク『辻堂さんのバージンロード』も扱う。2014年2月28日に辻堂さんの純愛ロードの後日談となるドラマCD『辻堂さんのドラマティックロード』Vol.1（つじどうさんのドラマティックロード）が発売された。

## ゲーム内容
主人公を中心に描かれるストーリーを読み進めるマルチエンディング方式の恋愛アドベンチャーゲーム。アダルトゲームでは珍しくヒロイン全員が不良娘である。
中盤ではヒロインの容姿を変えてもらう選択肢が存在し、その時選んだ選択肢により、エンディングも変化する。
みなとそふとの『真剣で私に恋しなさい!』と同じ世界観でもある。

## ストーリー
（出典：）
2012年。主人公・長谷大は神奈川県の湘南に住んでいる。ある雨の日、彼は湘南で有名な不良少女である辻堂愛が雨で濡れている子猫を助けている場面を目撃する。優しく微笑みながら猫を抱く姿を見て、大は彼女のことを意識し始める。

## 歴史
- 2012年9月28日 - 『辻堂さんの純愛ロード』 発売。
- 2013年8月30日 - 『辻堂さんのバージンロード』 発売。
- 2014年2月28日 - ドラマCD『辻堂さんのドラマティックロード』Vol.1発売。
- 2014年4月25日 - ドラマCD『辻堂さんのドラマティックロード』Vol.2発売。
- 2014年6月27日 - ドラマCD『辻堂さんのドラマティックロード』Vol.3発売。

## マーケティング
辻堂海岸にある海の家でのイベントなどといった積極的な販促活動が評価され、萌えゲーアワード2013では、ベストプランニング賞（金賞）の受賞を果たした。

## 登場人物
声優の表記は注釈なき場合、PC版 / ドラマCD版の順。

### 主人公
長谷 大（はせ ひろし）
声：なし（PC版） / 鈴木達央（ドラマCD版）
本作の主人公。稲村学園二年。09月15日生まれ。幼い時に実の両親に捨てられ、孤児院代わりに寺で過ごした過去がある。
明るく寛容で誠実な性格。礼儀正しく、基本的に不良を含めて誰に対しても挨拶を欠かさない。引き取ってくれた義理の両親が関西(大阪)でレストラン経営に苦戦して家になかなか帰れないため、義理の姉と二人暮らしであり、家事を得意としている。
幼少期から凄まじい立場の人間に囲まれて成長したため、湘南三大天を相手にできるほどの胆力を持つ。
コーヒーが趣味だが、コップに注ぐ際に無意識にドヤ顔になることを指摘されている。ギャンブルなどの運を必要とすることに強い。
姉の影響もあって、マッサージも上手く、された者は文字通りふにゃふにゃとなってしまう。
喧嘩の才能は全くないが、姉によく強制的にプロレスごっこをされていたため、防御力と耐久力は高く、関節技も身に付けている。また、道具を使って奇襲する手段を選んだり、マッサージ技術で相手の力を抜けさせる事も可能。
ショウ
『辻堂さんのバージンロード』より登場した謎の人物で、派手な仮面と無口な性格が特徴。かつては愛との闘争に明け暮れていた。人を殺してしまい投獄されていたが、つい最近脱獄した。「不良殺しのショウ」の異名を持つ。
という凄そうな設定をデマで広めたネタキャラで正体は長谷 大。仮面は昔、よい子と一緒に作った物。
水戸 角助に湘南を不可侵にする条件で八州連盟の立ち上げを補佐するために作った裏の顔。しかし元が大の為、抑えが利かないほどの人数が集まってしまい(これには角助も大自身も驚いている)、最終的に欲の出た角助によって約束は反故にされた。
最終シナリオを含めて全てのシナリオ攻略後によい子ルートをやると仮面をした大が出てくる。
正体を知っているのは角助、マキ、相模、久美子、辻堂軍団と割と多い。

### 湘南三大天
辻堂 愛（つじどう あい）
声 - かわしまりの（PC版） / 瑞沢渓（ドラマCD版）
「喧嘩狼」の異名を持つ不良少女。鎖使いの名手として知られた硬派「稲村チェーン」の娘で、彼女自身も硬派で通している。そのため一般の生徒たちに絡んだり、理不尽に暴力を振るうことは全く無く、辻堂軍団がそうした行為に及んだ場合には直ちにやめさせる。不良たちからは尊敬されるが、一般生徒からは恐れられている。03月31日生まれ。
周囲が崇拝者か喧嘩を売る人ばかりだった反動で動物が好き。大が三大天に関わった理由も彼女が動物を愛でていたことが発端である。
当初は抗争を乗り切るために大と恋人であるかのように振る舞うが、途中から本気になってしまった。
喧嘩の勝敗は500勝0敗2分ととんでもないものであり、うち2分はマキである。
彼女のルートでは髪の色を金髪から黒髪に変更する事が可能であり、黒髪に変更した場合はストーリー展開が変わり、子供がいるエンディングになる。
バージンロードでは大といちゃついてる時には不思議空間が展開されており、邪魔する気で(もしくはやたら攻撃的に)突っ込むと突然吹っ飛ばされる。また邪魔をした場合はマキですら怖がるほどの空気を作り出す(マキが愛曰く「大とあ～んする為に取っておいた」物を食べようとした瞬間にそれを出し、マキがおとなしく引き下がった)。また全クリア後に彼女の新たなシナリオが解放される。
実は本気の本気を出すとマキと同レベルの野獣と化し、大以外の人間では抑えるのが困難である。
片瀬 恋奈（かたせ れんな）
声 - 桃山いおん（PC版） / 長妻樹里（ドラマCD版）
七里学園に通う愛のライバルで、ピンクの髪の二つ結びが特徴。04月02日生まれ。地元の名士の娘で、その人脈を生かし、大チーム「江乃死魔」を築き上げた。
喧嘩の実力は他の二人よりも劣っているが、非常に頭の回る策士であり、500人を超すチームを纏め上げるほどのカリスマ性を持つ。計算外な事には弱く、思い通りには動かないマキや大が苦手である。よく負傷することから「血まみれ恋奈」の異名を持ち、傷ついても何度でも立ち上がる。
彼女のルートの進め方によっては「江乃死魔」が梓に乗っ取られてしまうが取り返す展開もある一方、本当に乗っ取られてしまうバッドエンドもある。
腰越 マキ（こしごえ マキ）
声 - 加賀ヒカル（PC版） / 平田宏美（ドラマCD版）
愛のライバルの一人で「皆殺しのマキ」の異名を持つ不良少女。08月16日生まれ。家出したらしく、所定の住処を持たないが、その割に大型バイクは所有している。普段は海沿いの堤防で居眠りしていることが多く、寝過ごして学校へ登校し忘れる事もある。
単独行動が多くこれと言った配下を持っていないが、その実力は三大天でも最強と呼べるものであり、たった一人で辻堂軍団や江乃死魔と対等以上に戦える。
食べる事が好きだが、日頃の食事はお供え物や試食で済ませている。後に大が料理が出来る事を知ってから彼に懐くようになる。
地球を一周する事が可能（ちょっと疲れるらしい）でその勢いで相手にひじ打ちをくらわせる事が出来る（腰越式ファイナルヘブンと言われている）。本人曰く「パンチ→頭突きの連発の方が総合ダメージは大きい」。
大の名前を「ナガタニダイ」と間違って読んでいた。本当の名前を知っても変わらず「ダイ」と呼び続けている。
本名は極楽院 マキ（ごくらくいん マキ）で、実は大とは幼い頃に孤児院で会っている。当時大から『男』だと思っていた事を明かされたマキは当然のように怒ったものの、当時の自分の服装とかを思い出してすぐに収まった。
彼女のルートでは不良を辞める事になる。

### サブキャラクター

#### 「江乃死魔」関係者
一条 宝冠（いちじょう てぃあら）
声 - 水島ナナ（PC版） / 山口眞弓（ドラマCD版）
「江乃死魔」特攻隊長で、恋奈の右腕。10月10日生まれ。
がっちりとした体格に違わずパワーだけならマキと同等だが、同時にその体格がコンプレックスとなり、身長のことについて指摘されると怒りを爆発させる。明るい性格で、恋奈の指示にはよく従う。
昔は誰も手がつけられないほど暴れまわっていたが、恋奈と幾度か衝突した後に自分を唯一認めてくれた人として忠誠を誓う。
田中 花子（たなか はなこ）
声 - 桐谷華（PC版） / 種﨑敦美（ドラマCD版）
恋奈の昔馴染みで、「江乃死魔」の古株。宝冠とは対照的に小柄。05月05日生まれ。
睨まれるだけで気絶するほど喧嘩には弱いが、本人は失神について自覚しておらず、「江乃死魔」のナンバー2だと本気で思っている。本人はツッパているが、小動物の様な雰囲気を隠しきれておらず、大からもよく撫でられる。彼女の前ではマキや愛ですらおとなしくなり彼女を撫でる。
恋奈曰く「マイナスイオンを出している」とのこと。
乾 梓（いぬい あずさ）
声 - 小鳥居夕花（PC版） / 高森奈津美（ドラマCD版）
「江乃死魔」の一人で、スピードだけならマキと同等。04月03日生まれ。ギャルっぽい見た目に反して常識は持っているため、恋奈から信頼されている。
陸上の名門由井浜高校に所属している。元々運動選手として期待されていたが、猛練習を嫌い不良生徒になった。他人を痛めつけるのにはいとわないが、自分が逆の立場になるのは苦手で、勝てないとわかったらその俊足を生かして逃げていく。
「あずにゃん」と呼ばれたがっており、ギター始めたりツインテにしたりしたらしい。
『辻堂さんのバージンロード』で攻略対象に加えられた。

#### 稲村学園関係者
本項では稲村学園の生徒・教職員のうち、「江乃死魔」に所属していない者について記述する。
長谷 冴子（はせ さえこ）
声 - 神谷たたみ（PC版） / 生天目仁美（ドラマCD版）
大の姉で、稲村学園の教師。担当科目は数学。学園へは自動車通勤している。12月25日生まれ。大に対して肉親以上の愛情を注いでおり、弟は私の事が大好きだと周囲に言っているが、実際は彼女の方が依存しており、他の女にとられそうになると嫉妬する。学園では授業が面白く、分かりやすい事から生徒たちからも慕われる優秀な女性教師として通っているが、実際は猫をかぶっているだけに過ぎない。酒好きで仕事終わりのビールを何よりの楽しみにしている。大に過剰なスキンシップをして来たり、裸同然の姿でうろついたり、抱き枕代わりにする事もしばしば。選択肢によっては彼女を攻略する事も可能。
元ヤンで現湘南BABYの元トップ（当時のチーム名は湘南BABYでは無い）であり、真琴が周囲の人間が恐れおののくほどの威圧感を隣で放っても平然としていた（酒の効果もありそうだが）。
キレた時には真琴がかなり遠くにいる百代(名前は出ない)ですら反応するほどであり、よい子に至っては悪寒を感じた。
北条 歩（ほうじょう あゆみ）
声 - 橘桜（PC版） / 斉藤佑圭（ドラマCD版）
愛のクラスのクラス委員長で、グルグル眼鏡が特徴の少女。09月17日生まれ。真面目だが、メロドラマが好きだったりとちょっとおばさんっぽくなってしまっている。途中から普通の眼鏡に変えた事で美少女だったことが判明した（クラスメイトも初見は気づかなかった）。
おかんモード時は番長モードの愛の威圧感すら無効化する事が可能。
グルグル眼鏡のときは何故かマキや猫のラブが警戒する。
板東 太郎（ばんどう たろう）
声 - 高草木幸（PC版）
大の友人。01月01日生まれ。文武両道で容姿にも優れているが、自らの才能を過信して周りを「十人並み」と見下しているため、友人は少ない。不良については「よからず」と呼び、あまりよろしく思っていない。そのため、唯一の友人である大を常に心配しており、彼が不良に関わることに度々忠告している。
異常とも言える勉強中毒であり、大は彼の両親からも止めてくれるようにと頼まれている。
葛西 久美子（かさい くみこ）
声 - 美月（PC版） / 小林桂子（ドラマCD版）
稲村学園1年生の不良生徒。06月01日生まれ。かつて稲村学園を制圧しようとして愛に返り討ちにされて以来、愛を尊敬し、彼女の威光によって「辻堂軍団」を結成した。
愛に対して同性愛じみた妄信を抱いており、彼女の言ったことは即座に実行したり、近づく人間を威嚇している。制服はスカートではなく、ジャージを着用している。複雑な家庭事情を抱えている。
バージンロードのシナリオ次第では歩の教育を受け真面目な久美子と不良の久美子と言う2重人格になってしまった。
なんでもありのルールならそれなりに喧嘩は強い。
城宮 楓（しろみや かえで）
声 - 飯田空（PC版） / 雨宮侑布（ドラマCD版）
稲村学園の保健医。眼鏡をかけた美人。授業をさぼることに関しては寛容だが、乱闘で負傷した人に対しては恐怖を味わわせる。学内に自慰用具（性具）を持ち込むほどにエロスに精通しており、学生の性行為にも寛容的（ちゃんと釘は刺す）だが、実際に現場を目撃すると凄まじく狼狽える。喫煙者で、部屋には趣味で工業用の大型の換気扇を勝手に設置しており、役所への届出が必要な怪しげな薬品を使って人体実験を目論む事もある。
冴子とは飲み友達であり、彼女が暴走した時は毎回弟の愚痴や飲み会につき合わされている（変わり身の人形を用意するほど）。
椛という名の双子の姉がいる。
組野 英（くみの ひで）
声 - 安藤トロ和（PC版）
大のクラスメート。同じく天然パーマである太郎と仲良くなろうとして話しかけるが、ことごとく失敗している。
松田 南（まつだ みなみ）
声 - 逢坂良太（PC版）
大のクラスメートで、友人が多い。「自分がワルだった」というのが口癖で、不良については詳しい。
次藤 比良戸（じとう ひらと）
声 - 三根剣一（PC版）
大のクラスメートで、喧嘩が強い。九州弁訛り。学校にエロ本を持ち込む事が男らしいと言われたため、学校に大量のエロ本を持ち込んでいる。
片岡 舞香（かたおか まいか）
声 - 民安ともえ→たみやすともえ（PC版→ドラマCD版）
大のクラスメートであるおしゃれ好きの女子生徒。不良生徒である彼氏の気を引こうとあれこれ行動を起こしている。実家が江の島にある故、恋奈とは知り合い。
烏丸 未唯（からすま みい）
声 - あずまゆい（PC版） / 阿久津加菜（ドラマCD版）
大のクラスメート。舞香の友人でありバンド仲間。クラスの男子の注目の的になるほどの美貌とは裏腹に、先生を「お母さん」と呼んでしまうほど言動は幼く、甘えた性格である。そのためか苦味のする食べ物は嫌いである。歩に対し「お母さん」と言っているシーンがある。
愛のことを恐がりつつも、仲良くしたいと思っている。
片瀬 胡蝶（かたせ こちょう）
声 - 民安ともえ→たみやすともえ（PC版→ドラマCD版）
恋奈の従妹で、青い蝶の髪飾りが特徴。稲村学園生徒会長にして、テニス部部長を務める。片瀬家の分家ゆえに名を守ろうと努力した結果、「オーホッホッホッホ」と笑うような"お嬢様キャラ"になってしまい、自分でも苦労している。大の不良嫌いだが、本家の恋奈が不良であることは知らない。
色んな段をもっており普通の不良(AやBなど固有名称が無いモブキャラ)程度なら倒せる程度の実力はある。

#### その他
辻堂 真琴（つじどう まこと）
声 - 神代岬（PC版） / 浅川悠（ドラマCD版）
愛の母で、かつて「稲村チェーン」「メッチャクチャの真琴」と呼ばれた不良学生。02月14日生まれ。かつて湘南を制圧した唯一の人物であり、数々の伝説を打ちたてた（例:鉄塔が劣化するほど喧嘩相手を吊し上げたり、校則に自分が有利になるような例外を追加する等）。引退後は不良関連に干渉する事は無くなったが、実力はいまだに衰えておらず、恋奈のような頭の回るチームは自分の配下に不干渉を貫くように命令している。愛が使っているチェーンは彼女から受け継いだものである。夫の誠とは未だに熱愛中であり、昔の情熱を思い出すためにたまに娘の服を借りたりする。
彼女の前でおばさん呼ばわりは禁句であり、呼ぶことは死を意味する。江乃死魔の針山はおばさんと呼び命の危機に陥ったが、機嫌がよかった(誠が帰ってくる)為命拾いしたが、説教を食らい真面目に生きる事を決め、江乃死魔を辞めた。
辻堂 誠（つじどう まこと）
声 - 住田左斗志（PC版）
真琴の夫であり愛の父親。九鬼銀行の部長を務めており、出張で家にいないことが多い。帰宅すると真琴とはラブラブな仲を見せる。
武孝田 よい子（むこうだ よいこ）
声 - 楠上ありか（PC版） / 田内夏子（ドラマCD版）
大の家の近くにある惣菜屋「孝行」の娘にして長谷姉弟の幼馴染。穏やかな孝行娘として知られており、母子家庭ながらも母との仲も良好。大からも第二の姉さんとして慕われており、彼女も大の事を可愛がっている。
不良を嫌っている割には不良のことについて詳しい。また、なぜか剣道部が無い学校に木刀を持って通っている。
後述の理由の為冴子には逆らえない。
『辻堂さんのバージンロード』にて攻略対象に加えられた。純愛ロードでも一応攻略可能となっているが、バッドエンドとして扱われる。
良子
声 - 楠上ありか（PC版） / 田内夏子（ドラマCD版）
「湘南BABY」のリーダーである背の高い不良少女で、「総災天のおリョウ」の異名を持つ。長い黒緑髪と独特のデザインのマスクが特徴。同学年であるマキとは顔見知り。大に不良としての正体を知られることを恐れているが、江乃死魔関連で関わった彼を陰ながら手助けしている。
冴子がトップを張っていた頃のナンバー2であった。
ちなみに湘南BABYのメンバーは良子含め全員大とは極楽院にいた頃からの昔馴染みである。
正体はよい子その人である。
我那覇 葉（がなは よう）
声 - 嶋和成（PC版）
武道の都KAWAKAMIをたずねて道に迷い湘南に来た謎の女性。222cmと宝冠を超える筋肉質な長身と巨乳、とげのついたピアス、褐色の肌に銀髪、口を覆うマフラーと異様な容姿をしており、格闘技の腕も並大抵のものではない。
湘南に来てからは、野試合のため「暴走王国（スピードキングダム）」というチームを名乗って不良たちを片付けている。
梓とは知り合いで彼女の本当の実力を知っている。
ラブ
声 - 高田初美（ドラマCD版）
愛が拾った野良猫。その拾った瞬間を見た事で大は愛に一目惚れする事になる。二人のキューピットと言える猫。
最終的に大の近所のトメさんに引き取られる。その後は大の家に忍び込んできたりしている。
水戸 角助（みと かくすけ）
声 - 富士爆発（PC版）
『辻堂さんのバージンロード』より登場した茨城県出身の不良で、井之頭最強の不良チーム「ベンテン」を率いて都心制圧にいそしんでいる。湘南も支配下に入れようと考えていたが、下見をした際に愛たちの存在を知り不安に思っている。
茨城及び千葉最強を目され関東最強の喧嘩屋とも。コミュニケーション能力にも長けている。
ファッションセンスはよくなく、大やベンテンの仲間にも突っ込まれている。
山本 相模（やまもと さがみ）
声 - 上原麻里子（PC版） / 夏樹リオ（ドラマCD版）
『辻堂さんのバージンロード』より登場したアオザイを着た美女。愛知県の三河出身とのことだが様々な地域の方言が混ざった喋り方が特徴で、ある人物を探して放浪の旅を続けている。
本名は極楽院 相模で、つまりはマキの実母。孤児院では大の母親代わりで、大の仮性包茎を最初に剥いた人。
実力がかなり高く、3大天を同時に相手にしても引けを取らないほど（マキは手を抜いていたが）。3大天と戦った時でさえ本気では無かった。
バージンロードの最終シナリオでは"本気"の愛と戦い負けた。最終シナリオを含めて全てのシナリオ攻略後に梓ルートをやると登場する。
直江 大和（なおえ やまと）
『真剣で私に恋しなさい!』の主人公。あるルートのバッドエンドでゲスト出演する。

## スタッフ
- 企画 - タカヒロ
- 原画 - みこしまつり
- シナリオ - さかき傘
- 音楽 - 琉姫アルナ
- 主題歌「純愛ロード☆スクールデーズ」
  - 作詞 - 松井洋平、作曲/編曲：山田高弘、歌 - 橋本みゆき
  - 予約特典の「辻堂ソングCD」に収録。
- ED「My Love,Honey.」
  - 作詞 - 舞崎なみ、作曲 - 中沢伴行、編曲：新井健史、歌 - 舞崎なみ

### 辻堂さんのバージンロード
- 主題歌「愛'SでMAKE LOVE!!!」
  - 作詞 - AN☆、作曲uz、編曲：吉田穣、歌 - F9
- ED「ノンストップ☆バージンロード」
  - 作詞 - 松井洋平、作曲/編曲：藤枝三信、歌 - 真崎エリカ

## 漫画版
- 月刊ComicREX（一迅社）に連載。作画は黒柾志西。
- TECH GIANにて2013年11月号より『辻堂さんの純愛ロード 江乃死魔 恋愛録』が連載。作画は音乃夏

## 書誌情報
ライトノベル
- 御門智/著、みなとカーニヴァル/原著、一迅社文庫
  - 『辻堂さんの純愛ロード』 2013年01月19日発売 ISBN 978-4758043960
  - 『辻堂さんの純愛ロード 2』 2013年05月18日発売 ISBN 978-4758044325
  - 『辻堂さんの純愛ロード 3』 2013年09月20日発売 ISBN 978-4758044790

ジュブナイルポルノ
- さかき傘/著、みこしまつり/イラスト、みなとカーニヴァル/原著、二次元ゲーム文庫 15
  - 『辻堂さんの純愛ロード アナザーストーリー 辻堂愛の場合』 2012年10月29日発売 ISBN 978-4799203309

コミックス
- アンソロジー/著、みなとカーニヴァル/原作、一迅社（DNAメディアコミックス）
  - 『辻堂さんの純愛ロード コミックアンソロジー』 2013年01月25日発売 ISBN 978-4758007344
  - 『辻堂さんの純愛ロード コミックアンソロジー VOL.2』 2013年03月25日発売 ISBN 978-4758007467
  - 『辻堂さんの純愛ロード コミックアンソロジー VOL.3』 2013年08月24日発売 ISBN 978-4758007719
- 黒柾志西/著、みなとカーニヴァル/原作、一迅社（REXコミックス）
  - 『辻堂さんの純愛ロード 1』 2013年01月26日発売 ISBN 978-4758063562
  - 『辻堂さんの純愛ロード 2』 2013年07月27日発売 ISBN 978-4758064057
  - 『辻堂さんの純愛ロード 3』 2014年01月27日発売 ISBN 978-4758064286
  - 『辻堂さんのバージンロード ～純愛狼～』 2014年07月26日発売 ISBN 978-4758064613